# 平松可奈子
平松 可奈子（ひらまつ かなこ、1991年〈平成3年〉11月14日 - ）は、日本のタレント、ファッションブランドプロデューサー、経営者、女優。女性アイドルグループ・SKE48の元メンバーである。
愛知県東海市出身。オスカープロモーション所属。

## 略歴

### SKE48時代
- 2008年7月31日、『SKE48オープニングメンバーオーディション』に合格（応募総数2,670名、最終合格者22名）。SKE48加入当初は研究生として活動していたが、2008年11月19日に鈴木きららが卒業したことに伴い、選抜メンバーに昇格した。
- 2009年3月、選抜メンバー16名がチームSへ移行し、チームSのメンバーとなる。
- 2010年11月17日発売の4thシングル「1!2!3!4! ヨロシク!」の選抜メンバーとなる。
- 2011年3月9日発売の5thシングル「バンザイVenus」の選抜メンバーとなる。
- 2011年7月27日発売の6thシングル「パレオはエメラルド」の選抜メンバーとなる。
- 2012年3月11日、東日本大震災復興支援特別公演において、右足の骨折により全治6週間のため、完治まで休演することが発表される[3]。
- 2012年6月12日、『チームS 3rd Stage「制服の芽」』公演に出演、骨折からの復帰を果たす[4]。
- 2013年1月15日、SKE48劇場で開催されたチームKII公演において、同年3月でSKE48を卒業することが発表された[5]。
- 2013年4月18日、SKE48劇場では最終出演となる卒業公演が行われた[6][7]。
- 2013年5月6日、この日に行われた11thシングル「チョコの奴隷」（劇場盤）個別握手会をもってSKE48を卒業。

### ソロ活動
- 2013年12月18日、アメブロ開始[8]。
- 2014年3月、SKE48在籍時から通っていた大学を卒業した[9]。
- 2014年4月、「グッバイ・ジョーカー」にて初舞台[10]。
- 2014年7月14日、ファッションアイテムのブランド「PEAUFINER」（ポフィネ）の立ち上げを発表した[11]。
- 2014年11月14日、ガールズブランド『Honey Cinnamon（ハニーシナモン）』のプロデューサーに就任。
- 2015年10月31日、2013年から所属していた芸能事務所ビッグ・パパを退社[12]。
- 2016年1月6日、芸能事務所オスカープロモーションに所属[13]。
- 2016年4月、Honey Cinnamonが渋谷109新人賞（新規テナント対象）を受賞[14]。
- 2018年3月、Honey Cinnamonのプロデューサーを卒業[15]。
- 2018年7月22日、舞台の劇中ユニット「虹色の飛行少女」活動開始[16]。
- 2019年5月、アパレルブランド「Pompette」（ポンペット）をスタート[17]。同月、「虹色の飛行少女」が本格的にライブ活動開始[18]。
- 2020年6月、アパレルブランド「Chouette latte」（シュエット・ラテ）を立ち上げ（同年9月、販売開始）[19][20]。
- 2022年3月21日、TOKYO DOME CITY HALLで行われたライブをもって「虹色の飛行少女」を卒業[21]。
- 2023年7月1日、自身のYouTubeチャンネルを新たに作り直して再スタート[動画 1]。
- 2024年7月8日、人材関連の株式会社「Ipsana」を立ち上げ、CCO（最高顧客責任者）に就任したことを公表した[22][23]。

## 人物
- 愛称は、かなかな[24]。
- 「ぷーたろう」という名の雌犬を飼っており、ブログによく登場する[25][26]。
- 特技はテニス。中学・高校で軟式テニス部に所属する[27]。
- 親友と揃いのパンダのぬいぐるみの名前は「後藤。」である[26][28]。
- 出身中学は加木屋中学校[29]であり、高校は、愛知県立中村高校であり、大学は愛知淑徳大学メディアプロデュース学部卒業である[30][31]。ファッションモデルの柴田紗希は高校時代の同級生で[32]、2人のコンビは“しばかな”と呼ばれている[33]。
- AKB48の佐藤亜美菜とは、チームZ結成を契機に仲良くなった[34]。

## SKE48在籍時の参加曲

### シングルCD選抜曲
SKE48名義
- 強き者よ
- 「青空片想い」に収録
  - バンジー宣言 - チームB.L.T.名義
- 「ごめんね、SUMMER」に収録
  - 羽豆岬 - アンダーガールズB名義
- 1!2!3!4! ヨロシク!
- バンザイVenus
- パレオはエメラルド
- オキドキ
- 片想いFinally
- 「キスだって左利き」に収録
  - 体育館で朝食を - 白組名義
- 「チョコの奴隷」に収録
  - バイクとサイドカー - 14カラット名義
  - それを青春と呼ぶ日 - 旅立ち卒業組名義

AKB48名義
- 「ギンガムチェック」に収録
  - あの日の風鈴 - ウェイティングガールズ名義

### アルバムCD選抜曲
SKE48名義
- 『この日のチャイムを忘れない』に収録
  - フラフープでGO!GO!GO! - チームS名義
  - Beginner - チームS名義

AKB48名義
- 『ここにいたこと』に収録
  - ここにいたこと
- 『1830m』に収録
  - 青空よ 寂しくないか?

### 劇場公演ユニット曲
チームS 1st Stage「PARTYが始まるよ」公演
- クラスメイト
※大矢真那のアンダー

 チームS 2nd Stage「手をつなぎながら」公演
- チョコの行方 (1st UNIT)
- この胸のバーコード (2nd UNIT)

 チームS 3rd Stage「制服の芽」公演
- 思い出以上 (1st UNIT)
- 万華鏡 (2nd UNIT)
- 狼とプライド
※松井珠理奈（矢神久美）のユニットアンダー

### 企画ユニット曲
チームZ名義
- 恋のお縄

## 作品

### 映像作品
- 平松可奈子 セカンド ステージ（2013年11月13日） - EAN 4907953093980。

## 出演

### バラエティ
- SKE48学園（2009年10月3日 - 、エンタ!371）
- でらSKE〜夜明け前の国盗り48番勝負（2010年4月5日 - 2011年5月4日、TBS）
- ぶっつけ!! 〜SKE48お笑いへの道〜（2010年6月11日 - 2011年4月1日、東海テレビ）
- 夏だ!祭りだ!まるナツ2010（2010年7月12日・19日・26日、8月9日・16日・23日の全6回、東海テレビ）
- 知って解決!SKEっとネット（2010年11月8日、NHK総合・名古屋放送局制作）
- SKE48の世界征服女子（2011年10月3日 - 2012年9月12日・不定期出演、中京テレビ）
- 吉田尚記がアニメで企んでる（2013年12月17日・24日、NOTTV）
- グサッとアカデミア～林修が教える女の現実学～（2016年2月13日、日本テレビ）
- オトナヘノベル（2016年4月28日・7月14日・8月11日、NHK教育）

### テレビドラマ
- モウソウ刑事!（2011年1月12日 - 3月30日、東海テレビ）

### 携帯ドラマ
- 学校の怪談 第4話「犯人の背中」（2012年7月、BeeTV）

### 映画
- 黒い暴動♥（2016年） - あおい 役[動画 2]
- それ ～それがやって来たら…（2018年） - 小林絢香 役

### 舞台
- グッバイ・ジョーカー（2014年4月4日 - 9日、あうるすぽっと） - 成沢芽生 役
- 劇団マツモトカズミ 第四回公演「結婚の偏差値Ⅱ DEAD OR ALIVE」（2014年9月10日 - 23日、新宿村LIVE） - 心美 役
- Flying Trip 第9回公演「アンドキュメント」（2015年1月20日 - 25日、赤坂RED/THEATER） - 大空ヒカリ 役
- 散れ桜よ、刻天ノ証ニ（2015年4月3日 - 12日、あうるすぽっと） - いろは姫 役
- Flying Trip Vol.11 「春蝉の声、なお遠く」（2016年8月24日 - 28日、CBGKシブゲキ!!） - 雨宮空 役
- 片肌☆倶利伽羅紋紋一座「ざ☆くりもん」二〇一七年 新春三館同時本公演「冥途遊山」（2017年1月3日 - 9日、シアターグリーン BIG TREE THEATER） - 葛城（猫） 役[35]
- 100点un・チョイス! 第4回本公演「8」（2017年12月20日 - 24日、ザ・ポケット） - 遠山菜緒子 役[動画 3]
- 劇団ToyLateLie 第5回本公演「雨音に消えた白」（2018年2月14日 - 18日、新宿シアターモリエール） - 紅羽香保子  役
- 劇団ToyLateLie 第6回本公演「稔」（2018年8月15日 - 19日、LIVESTAGE hodgepodge） - 七海 役
- かくりよの宿飯（2018年9月5日 - 9日、東京・シアターサンモール / 9月13日 - 16日、福岡・西鉄ホール） - 黄金童子(座敷童) 役
- 劇団ToyLateLie 第7回本公演「7×1」（2018年10月11日 - 14日、シアターグリーン BIG TREE THEATER） - 赤城希望 役
- SORAは青い（2019年2月6日 - 10日、博品館劇場） - 駒姫 役
- SPECTACLE STAGE「W’z《ウィズ》」（2019年4月10日 - 14日、シアターサンモール） - コヨリ 役
- 劇団ToyLateLie 第8回本公演「俺はヤンキーになりたかった。」（2019年5月15日 - 19日、新宿村LIVE） - 赤城希望 役
- 2.5次元ダンスライブ「ツキウタ。」ステージ 第9幕『しあわせあわせ』（2019年10月30日 - 11月4日、ヒューリックホール東京） - 天童院椿 役
- 劇団ToyLateLie 第10回本公演「君は嘘と知らない」（2019年12月18日 - 22日、新宿シアターモリエール） - 水城優奈 役
- 劇団ToyLateLie 第11回本公演「思春〜遥かなるオヤジーデ〜」（2020年2月5日 - 9日、新宿村LIVE） - 小泉京香 役
- ティアムーン帝国物語 THE STAGE（2020年9月9日 - 13日、新宿LIVE） - 主演・ミーア・ルーナ・ティアムーン 役[36][動画 4]
- わたあめ工場 2023年度本公演 #19「Vamp up」（2023年11月30日 - 12月3日、CBGKシブゲキ!!） - 主演（土井一海 とW主演）[37]
- TOブックス「おかしな転生〜アップルパイは笑顔とともに〜」（2023年3月8日 - 12日、CBGKシブゲキ!!） - ジョゼフィーネ役 役[38]
- MIANEYO（2024年3月20日 - 24日、俳優座劇場） - 主演・ユリ 役（小澤雄太とW主演）[39]
- もしも彼女が関ヶ原を戦ったら（2025年2月16日 - 24日、IMM THEATER） - 淀殿 役[40]
- 殺し屋にくびったけ（2025年3月26日 - 30日、六行会ホール）[41]
- 劇団オモテナシ「令和7年 春」（2025年5月8日 - 11日〈予定〉、CBGKシブゲキ!!）[42]

### ラジオ
- SKE48 観覧車へようこそ!!（2009年4月20日 - 不定期出演、CBCラジオ）
- おしゃべりやってまーす 第48放送（2010年3月24日 - 2011年5月11日、K'z Station）
- 神田朱未のわたしのすきなこと。（2010年4月18日 - 2011年11月6日、FM AICHI）
- おしゃべりつづけまーす ハピ☆ホリ〜Happy Holic Days〜（2011年5月18日 - 2012年4月、K'z Station）
- DJ Tomoaki's Radio Show!（2013年6月20日、下北FM）[43]
- 平松会議中（2014年1月21日 - 2015年11月、K'z Station）
- Cafe Dejeuner（2014年2月14日、Suono Dolce）[動画 5]
- 劇団サンバカーニバル（2014年10月4日 - 2015年3月、FM-FUJI）
- ラジオiNEWS（2018年5月1日・8日、ラジオNIKKEI第1放送）
- 平松可奈子のHappy sweets days（2019年10月6日 - 、メディアスエフエム）
- Happy Voice! from YOKOHAMA（2024年4月5日 - 、ラジオ日本）

### ゲーム
- もしカノ もしも彼女が…（2014年8月14日 - 、ガーラポケット）

### CM
- 日本コカ・コーラ「Fanta Lemon＋C」（2017年1月10日 - 4月9日）

### PV
- 唾奇 x Sweet William「Made my day」（2017年4月19日、Manhattan Recordings / LEXINGTON Co.,Ltd.） - アルバム『Jasmine』収録。

### ネット配信
- SKE48の私立SPA!学園（2011年6月29日・7月27日・11月28日、ニコニコ動画）
- インスタントジョンソンのかわいこちゃ～んNEO!!（2013年11月30日 - 不定期出演、アメーバスタジオ）
- 古坂大魔王のカツアゲ（2013年12月17日、アメーバスタジオ）
- かなかなの苺一会（2014年1月15日 - 、アメーバスタジオ）
- Xperia presents 吉田尚記XYZ #45（2014年2月11日、ニコニコ生放送）
- NIHK(ニーエイチケー)（2014年3月23日、アメーバスタジオ）
- CLUB TV（2016年、AbemaTV）アシスタントMC
- AbemaTVナビ　#175（2016年12月16日、AbemaTV）ゲスト
- ローリエプレス連載（2019年1月25日）[44]

## 書籍

### 写真集
- B.L.T. U-17 Vol.11 Sizzleful Girl 2009 Summer（2009年8月5日、東京ニュース通信社）

### スタイルブック
- KANAKANA（2015年7月3日、宝島社） ISBN 4800241456

### その他
- 防衛省広報誌『MAMOR』（2017年6月号、扶桑社） - 習志野駐屯地の第1空挺団を訪問し、陸上自衛隊の制服を着て撮影、表紙と巻頭グラビアを飾る。

### 動画
1. 1 2  【毎日メイク】平松可奈子の一軍コスメで毎日メイク｜自己紹介と質問にも答えたよ♥初投稿〜! - YouTube（2023年7月1日）2023年10月29日閲覧。
2. ↑  C2［シーツー］予告＆インタビュー動画 平松可奈子さん登壇!「黒い暴動」舞台挨拶REPORT - YouTube（2016年8月27日、シネマスコーレ）2021年6月17日閲覧。
3. ↑  100点un・チョイス! 第4回本公演『8』キャストコメント 平松可奈子 - YouTube（2017年12月8日）2021年6月17日閲覧。
4. ↑  ジェイタメ 舞台「ティアムーン帝国物語」インタビュー動画 ミーア役 平松可奈子 - YouTube（2020年9月9日）2021年6月17日閲覧。
5. ↑  Suono Dolce Official 西川瑞希と平松可奈子が生出演!『チョビスケ』で作ったカワイイ「デコビス」で女子力アップ! - YouTube（2014年2月24日公開）2021年6月17日閲覧。